# Maria z Radoneża
Maria z Radoneża, mniszka (właściwie schimniszka) (cs. Prepodobnaja Marija Radonieżskaja), zm. około 1337 r., żona świętego Cyryla z Radoneża i matka świętego Sergiusza z Radoneża. Wraz z mężem byli przedstawicielami stanu bojarskiego. W późnym wieku Maria i Cyryl złożyli śluby mnisze w monasterze Opieki Matki Bożej w Chotkowie. W 1992 r. Rosyjski Kościół Prawosławny zaliczył ich do grona świętych.
Cerkiew prawosławna wspomina ją dwukrotnie: 18 stycznia i 28 września.

## Ikonografia
Św. św. Cyryl i Maria, rodzice św. Sergiusza z Radoneża
Ikona przedstawiająca pogrzeb rodziców św. Sergiusza z Radoneża